# Geniusz (mitologia)

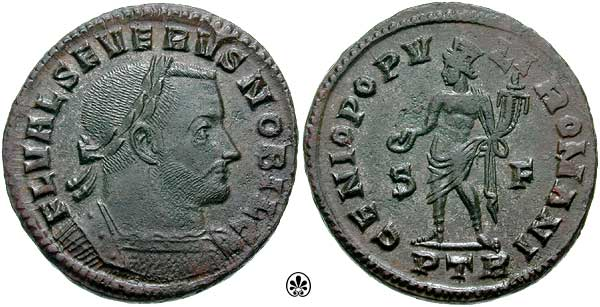
Genius populi Romani (z prawej) na monecie Flawiusza Waleriusza Sewera

Geniusz (łac. genius) – w religii rzymskiej półboska, śmiertelna istota, która obdarza mężczyznę płodnością, kieruje jego losem, przynosi szczęście, a rodzi się wraz z nim. Żeńskim odpowiednikiem jest Junona (łac. iuno).
Uważano, że każdy mężczyzna ma swojego własnego, indywidualnego geniusza. Składano mu ofiary w dniu własnych urodzin – stąd chrześcijanie początkowo tępili obchodzenie urodzin, gdyż jest to pogańskie święto ku czci własnego geniusza (chrześcijańskim zamiennikiem są imieniny, święto ku czci chrzestnego patrona).
Koncepcję geniusza uzupełniono z czasem o geniusza zbiorowego, czego przykładem jest genius populi Romani, duch opiekuńczy całego „ludu rzymskiego“, czyli wszystkich Rzymian. Na rewersach monet rzymskich geniusza przedstawiano z paterą i rogiem obfitości, czasami z ołtarzem u stóp.
Pod wpływem filozofii greckiej nastąpił w okresie późniejszym podział na geniusza dobrego – białego (genius albus) oraz złego – czarnego (genius ater). Geniusza utożsamiano generalnie z greckim daimonionem.